# 芭芭拉·巴布科克
芭芭拉·巴布科克（英語：Barbara Babcock，1937年2月27日—），女，美国演员。曾获得黄金时段艾美奖戏剧类电视系列剧最佳女主角。

## 外部連結
- 芭芭拉·巴布科克在互联网电影资料库（IMDb）上的資料（英文）
- 在AllMovie上芭芭拉·巴布科克的頁面（英文）